# Bomba all'idruro di uranio
La bomba all'idruro di uranio fu una variante del progetto della bomba atomica proposta per primo da Robert Oppenheimer nel 1939 e sostenuta e sperimentata da Edward Teller e il suo team di ricerca all'inizio degli anni 1950. La bomba usava il deuterio, un isotopo dell'idrogeno, come moderatore neutronico all'interno di una massa ceramica di uranio-deuterio. Contrariamente agli altri tipi di armi atomiche basati sulla fissione nucleare, la bomba all'idruro di uranio si basava sul fatto di poter mantenere una reazione a catena di fissione nucleare lenta. In realtà, l'efficienza della bomba fu tremendamente limitata dal raffreddamento dei neutroni, poiché, come spiegato da Robert Serber nella sua estensione del 1992 dell'originale Los Alamos Primer, tale raffreddamento ritarda il propagarsi della reazione.
Il termine "idruro" utilizzato per indicare questo tipo di arma ha portato a tutta una serie di equivoci nella stampa generalista. Infatti, mentre la parola "idruro" potrebbe far erroneamente credere che l'isotopo impiegato sia lo stesso idrogeno, in realtà per i noccioli di questi ordigni fu utilizzato solamente deuterio. La nomenclatura è stata infatti qui utilizzata allo stesso modo in cui è stato fatto per la bomba all'idrogeno, la quale utilizza in realtà il deuterio e, occasionalmente, il trizio.
Sono noti soltanto due test effettuati con bombe al deuteruro di uranio: i test Ruth e Ray, entrambi condotti nell'ambito dell'Operazione Upshot–Knothole, nella prima metà del 1953. Entrambi i test rilasciarono una potenza di circa 0,2 chilotoni, quindi molto al di sotto del previsto, il che li fece classificare come fiammelle, ossia test falliti. Per quanto si sa, tutte le altre armi nucleari che sono mai state testate prima e dopo questi due test, si sono sempre basate su progetti inerenti ai neutroni veloci.

## Teoria
Durante le fasi iniziali del Progetto Manhattan, nel 1943, si pensò di sondare la possibilità di utilizzare il deuteruro di uranio (il cui nome in codice era "Manticore", ossia manticora) come materiale con cui realizzare il nocciolo della bomba; tuttavia, già all'inizio del 1944 tale progetto fu accantonato poiché si ritenne che sarebbe stato inefficiente. Il progetto "autocatalitico" che emerse da questo primo studio, chiamato "Elmer", faceva uso di particelle di deuteruro di uranio, UD3, rivestite di una cera di paraffina e carburo di boro-10, onde ridurre la piroforicità dell'UD3, distribuite uniformemente nel nocciolo solido (la distribuzione del boro sembrava essere molto utile ed eliminò il precedente e ingombrante schema "Boron Bubble"). Fu inoltre pensato di utilizzare un riflettore di neutroni, in gergo chiamato "tamper", in due versioni, una che prevedeva l'utilizzo di un composito di piombo e B4C, con circa 10,5 kg di materiale attivo (ossia UD3), e una che prevedeva l'utilizzo di ossido di berillio (BeO), con 8,45 kg di materiale attivo.
La fiducia in questo progetto era basata sul fatto che il deuterio contenuto nel deuteruro di uranio (UD3) o nel deuteruro di plutonio (PuD3) modera (ossia rallenta) i neutroni, aumentando quindi la sezione d'urto nucleare e quindi la probabilità di cattura neutronica. Il risultato dovrebbe quindi essere la possibilità di raggiungere la massa critica con una minor quantità di materiale e quindi di fatto la riduzione di 235U o di 239Pu necessario ad avere un'esplosione nucleare. Allo stesso tempo, a causa dell'effetto moderante del deuterio, i requisiti necessari affinché la compressione sia ottimale per l'ottenimento di un'esplosione nucleare sarebbero, almeno in via di principio, in una certa misura meno restrittivi di quelli che si hanno in una bomba di modello Mark 3, ossia una bomba a implosione come Fat Man, e ciò renderebbe possibile la costruzione di assiemi più compatti e meno complessi rispetto a quest'ultimo tipo di bomba. In realtà il risultato degli esperimenti fu che i neutroni lenti ritardavano troppo la reazione, riducendo il numero di processi di fissione andati a termine prima che l'ordigno si distruggesse; in particolare, quando il nocciolo, nella sua espansione, raggiungeva una dimensione tale per cui la sua densità era così bassa che tutte le reazioni nucleari cessavano, un gran numero di neutroni poteva fuoriuscire dalla superficie turbolenta del nocciolo prima che fosse prodotta una quantità di energia ritenuta soddisfacente. In definitiva, quindi, si scoprì che la moderazione dei neutroni riduceva fortemente l'efficienza dell'ordigno prima che venisse meno il confinamento inerziale (ossia, prima che l'ordigno si distruggesse quel tanto che bastava a far cessare le reazioni nucleari), e che il risultato finale di un'arma basata su tale progetto sarebbe stata una fiammella piuttosto che una detonazione soddisfacente. La prima stima sulle capacità di una bomba all'idruro di uranio apparve nel 1944, quando James Conant stimò che per ottenere un chilotone di potenza sarebbero stati necessari 9 chilogrammi di UD3.
Dopo la fine della seconda guerra mondiale, i fisici dei laboratori di Los Alamos poterono tornare a concentrarsi su ricerche che, a guerra in corso, erano stati ritenute di bassa priorità. Nel dicembre 1949 una simulazione Monte Carlo mostrò che, in linea di principio, un nocciolo come quello precedentemente illustrato avrebbe potuto funzionare e permettere di realizzare un ordigno molto più compatto della bomba Mark 5, che già aveva permesso di ridurre molto le dimensioni rispetto a Fat Man (modello Mark 3), ma il forte scetticismo dovuto all'efficienza intrinsecamente bassa del combustibile nucleare fece ritenere che i risultati ottenuti non sarebbero stati nemmeno lontanamente paragonabili a quelli teorizzati, neppure utilizzando una configurazione con nocciolo cavo e fissione amplificata, e quindi la proposta di inserire l'uso di un siffatto nocciolo in una bomba modello Mark 4 da testare poi nell'Operazione Greenhouse, che si sarebbe svolta tra l'aprile e il maggio del 1951, fu bocciata.

## I test dell'UCRL
Nonostante lo scetticismo degli scienziati di Los Alamos, Edward Teller rimase convinto che il progetto di un'arma simile potesse funzionare e così, assieme a Ernest Lawrence, nei primi anni Cinquanta sperimentò tali noccioli presso lo University of California Radiation Laboratory, che più tardi diventerà il Lawrence Livermore National Laboratory. L'ottimismo dei membri del laboratorio di Teller portò l'UCRL a ipotizzare la creazione di una classe di "piccoli ordigni" facenti uso di tali materiali, battezzata "Geode". I dispositivi di questa classe sarebbero stati ordigni nucleari compatti, a implosione lineare (ossia, in questo caso, con due punti di innesco per l'esplosivo convenzionale, contrariamente a quanto accadeva nelle bombe a implosione come Fat Man in cui gli inneschi delle lenti esplosive erano disposti tutto attorno al nocciolo) e a fissione amplificata, ossia dotati un nocciolo sferico e cavo, in questo caso realizzato in uranio metallico, o parzialmente moderato, in cui il guscio di uranio (o plutonio) metallico sarebbe stato rivestito internamente da uno strato di UD3, e la cui forma, quindi, avrebbe richiamato proprio quella di un geode. Le applicazioni per questa classe di dispositivi, che secondo le stime avrebbero prodotto una potenza dell'ordine dei 10 kt, avrebbero potuto essere quelle di armi nucleari tattiche o di stadi primari compatti per dispositivi termonucleari. I dispositivi della classe "Geode" erano quindi, nelle idee dei progettisti dell'UCRL, dei precursori di stadi primari come lo "Swan" e i suoi derivati, come ad esempio i dispositivi "Swift" e "Swallow" (si noti come le iniziali dei nomi di questi ordigni siano tutte SW, acronimo di Small Weapons, in inglese: "Piccole Armi").
Dopo il successo del test Ivy Mike, condotto il 1º novembre 1952, in cui era stata sperimentato il primo ordigno termonucleare, gli sforzi della ricerca nucleare statunitense si erano rivolti a ridurre le dimensioni degli ordigni in modo da renderli trasportabili, ossia utilizzabili in teatro di guerra. "Sausage", il dispositivo fatto detonare in Ivy Mike, infatti, pesava 74 tonnellate ed era alto come una casa di tre piani perché usava come combustibile termonucleare del deuterio liquido, il quale necessitava di opportuni apparati per essere mantenuto a temperature prossime allo zero assoluto, ed era quindi impossibile da usare in guerra, ma se si fosse riusciti a trovare un combustibile termonucleare solido, allora le dimensioni avrebbero potuto essere significativamente ridotte. Per questo gli USA decisero di organizzare dapprima l'Operazione Upshot–Knothole, in cui si sarebbe sperimentata l'efficacia dei componenti proposti, e poi l'Operazione Castle, in cui tali componenti sarebbero stati messi in opera a formare a un ordigno termonucleare vero e proprio. L'UCRL realizzò quindi due apparati sperimentali il cui utilizzo fu previsto proprio per l'Operazione Upshot–Knothole, che si sarebbe svolta nella prima metà del 1953. Lo scopo principale dei prototipi era quello di portare avanti ricerche nucleoniche atte a verificare la possibilità di utilizzare una carica sferica (e quindi non più cilindrica come in "Sausage" usato in Ivy Mike) di polietilene deuterato contenente deuteruro di uranio come combustibile termonucleare nell'ordigno "Radiator", una prima incarnazione del dispositivo termonucleare modello Mark 22, chiamato "Morgenstern", poi realizzato dall'UCRL e testato nel test Koon dell'Operazione Castle. Quello che si ipotizzava era che, una volta opportunamente compresso grazie all'enorme pressione di radiazione scatenata dallo scoppio dello stadio primario, il deuterio del combustibile termonucleare fondesse (diventando quindi un mezzo attivo) nel nocciolo dello stadio secondario. Il combustibile fu scelto in modo tale che il programma termonucleare dell'UCRL non competesse con quello dei laboratori di Los Alamos, vista anche la scarsità, al tempo, del materiale che questi ultimi avevano deciso di sperimentare, ossia il deuteruro di litio-6.
I dispositivi testati nell'Operazione Upshot-Knothole furono quindi realizzati come sistemi sperimentali e non come veri e propri prototipi di armi, poiché non furono costruiti per essere utilizzati né come armi né come stadi primari di una bomba termonucleare. Tuttavia, se avessero funzionato, i test avrebbero aperto la strada sia alla realizzazione di stadi primari compatti e contenenti una quantità minima di materiale fissile ma potenti abbastanza da innescare un dispositivo come "Ramrod", un altro prototipo di bomba termonucleare Mark 22 progettato sempre dall'UCRL, sia all'utilizzo del deuteruro di uranio come combustibile termonucleare.
I noccioli dei due dispositivi furono quindi realizzati con una soluzione solida di deuteruro di uranio in polvere dispersa in una matrice di polietilene deuterato ma senza l'utilizzo di boro. I due noccioli differivano però nell'arricchimento dell'uranio con cui era stato realizzato il deuteruro.

### Ruth

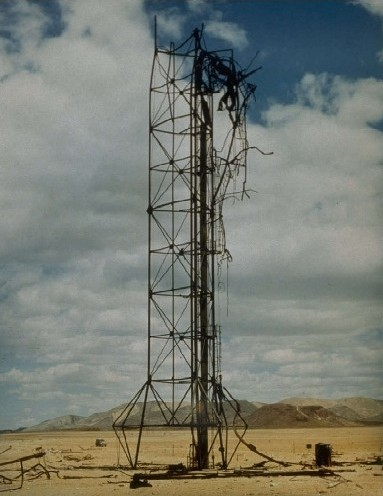
La torre utilizzata nel test Ruth. L'esplosione dell'ordigno non riuscì a vaporizzare che un terzo di essa.

Il primo dei due test condotti fu Ruth, il 31 marzo 1953. L'ordigno, il primo quasi interamente realizzato ai laboratori Livermore e battezzato "Hydride I", fu fatto detonare nell'Area 7 del Nevada Test Site alle ore 5:00 locali (13:00 GMT), su una torre alta circa 90 m. "Hydride I" aveva un nocciolo sferico e pieno realizzato in deuteruro di uranio arricchito e un tamper in uranio naturale, il tutto montato all'interno dell'assemblaggio di una bomba Mark 6 HE in cui le lenti esplosive erano composte da Composition B e Baratol, mentre l'innesco della reazione a catena era realizzato attraverso fotofissione grazie a un betatrone XMC-305. In tutto, il dispositivo pesava 3400 kg, era lungo 170 cm e aveva un diametro di 140 cm, mentre il sistema nucleare pesava circa 3060 kg. Nonostante la potenza prevista fosse compresa tra gli 1,5 e i 3 chilotoni, con un potenziale massimo di 20 chilotoni, la detonazione rilasciò soltanto 0,2 kt di potenza, non riuscendo neppure a distruggere la torre su cui era stata fatta detonare, ma lasciandone addirittura intatta la parte più bassa.

### Ray
Il secondo dispositivo, fatto detonare nel corso del test Ray e chiamato "Hydride II", utilizzava un nocciolo sferico e pieno di deuteruro di uranio arricchito con una concentrazione di U-235 diversa rispetto a quello usato in "Hydride I". Come quest'ultimo, però, anche "Hydride II" fu alloggiato in un modello di bomba Mark-6 HE, con l'innesco della reazione a catena affidato a un betatrone XMC-305, e quindi le dimensioni e il peso dei due dispositivi furono gli stessi. Il test fu condotto l'11 aprile 1953 nell'Area 4 del NTS, con l'ordigno posto sulla sommità di una torre alta 30 metri. Anche in questo caso, come nel precedente, la potenza rilasciata fu di soli 0,22 chilotoni, un valore pari a circa un decimo delle attese.

### Risultati
Dopo lo svolgimento dei due test Ruth e Ray, si comprese definitivamente quanto già ipotizzato dagli scienziati dei laboratori di Los Alamos, ossia che i neutroni lenti rallentavano troppo la reazione di fissione a catena, riducendo il numero di processi di fissione andati a termine prima che l'ordigno si distruggesse e quindi diminuendo drasticamente l'efficienza della bomba.